# Copa Intertoto 1961-62
La Copa Intertoto 1961-62 fue la primera edición del torneo europeo en la que participaban equipos miembros de la UEFA, la cual tuvo la participación de 32 equipos, exclusivamente de los países de Europa Central y Suecia.
El AFC Ajax de los Países Bajos venció en la final a su rival histórico Feyenoord para ser el primer equipo campeón del torneo.

## Fase de grupos
Los 32 participantes fueron divididos en 8 grupos de 4 equipos, los cuales estaban divididos geográficamente: En el A estaban los equipos del este y en el B los equipos del oeste. Los equipos de Alemania Occidental fueron ubicados en ambos grupos, en la que los ganadores de cada grupo avanzaban a la siguiente ronda.

### Grupo A1
| Club              | G | E | P | GF | GC | Pts. |
| ----------------- | - | - | - | -- | -- | ---- |
| Slovan Bratislava | 4 | 2 | 0 | 16 | 4  | 10   |
| Vorwärts Berlin   | 2 | 1 | 3 | 13 | 10 | 5    |
| Odra Opole        | 2 | 1 | 3 | 8  | 16 | 5    |
| Wiener AC         | 1 | 2 | 3 | 9  | 16 | 4    |

|     | SLO | VOR | ODR | WAC |
| --- | --- | --- | --- | --- |
| SLO |     | 2-1 | 8-0 | 3-0 |
| VOR | 0-1 |     | 2-1 | 6-1 |
| ODR | 1-1 | 2-1 |     | 2-0 |
| WAC | 1-1 | 3-3 | 4-1 |     |

### Grupo A2
| Club          | G | E | P | GF | GC | Pts. |
| ------------- | - | - | - | -- | -- | ---- |
| Baník Ostrava | 5 | 1 | 0 | 24 | 7  | 11   |
| Motor Jena    | 3 | 2 | 1 | 14 | 12 | 8    |
| Osnabrück     | 2 | 0 | 4 | 9  | 14 | 4    |
| Grazer AK     | 0 | 1 | 5 | 9  | 23 | 1    |

|     | BAN | MOT | OSN | GAK |
| --- | --- | --- | --- | --- |
| BAN |     | 6-1 | 3-1 | 4-0 |
| MOT | 2-2 |     | 5-0 | 3-2 |
| OSN | 0-3 | 0-1 |     | 6-2 |
| GAK | 3-6 | 2-2 | 0-2 |     |

### Grupo A3
| Club                   | G | E | P | GF | GC | Pts. |
| ---------------------- | - | - | - | -- | -- | ---- |
| Spartak Hradec Králové | 3 | 2 | 1 | 15 | 12 | 8    |
| Górnik Zabrze          | 3 | 1 | 2 | 17 | 14 | 7    |
| Dynamo Berlin          | 3 | 1 | 2 | 13 | 14 | 7    |
| Wiener SC              | 1 | 0 | 5 | 15 | 20 | 2    |

|     | SPA | GOR | DIN | WSC |
| --- | --- | --- | --- | --- |
| SPA |     | 2-3 | 1-0 | 4-2 |
| GOR | 2-2 |     | 5-1 | 2-5 |
| DIN | 1-1 | 4-3 |     | 2-1 |
| WSC | 4-5 | 0-2 | 3-5 |     |

### Grupo A4
| Club               | G | E | P | GF | GC | Pts. |
| ------------------ | - | - | - | -- | -- | ---- |
| First Vienna       | 4 | 1 | 1 | 17 | 9  | 9    |
| Tatran Prešov      | 2 | 2 | 2 | 15 | 14 | 6    |
| Lokomotive Leipzig | 3 | 0 | 3 | 7  | 11 | 6    |
| Kickers Offenbach  | 1 | 1 | 4 | 13 | 18 | 3    |

|     | FIR | TAT | LOK | KIC |
| --- | --- | --- | --- | --- |
| FIR |     | 3-3 | 3-0 | 5-2 |
| TAT | 2-1 |     | 3-1 | 3-3 |
| LOK | 0-2 | 2-1 |     | 2-1 |
| KIC | 2-3 | 4-3 | 1-2 |     |

### Grupo B1
| Club              | G | E | P | GF | GC | Pts. |
| ----------------- | - | - | - | -- | -- | ---- |
| Feyenoord         | 5 | 0 | 1 | 24 | 12 | 10   |
| Schalke 04        | 4 | 0 | 2 | 22 | 12 | 8    |
| IFK Göteborg      | 1 | 1 | 4 | 12 | 22 | 3    |
| La Chaux-de-Fonds | 1 | 1 | 4 | 11 | 23 | 3    |

|     | FEY | S04 | IFK | LCF |
| --- | --- | --- | --- | --- |
| FEY |     | 1-3 | 4-1 | 3-2 |
| S04 | 1-5 |     | 4-1 | 8-0 |
| IFK | 3-6 | 2-4 |     | 3-2 |
| LCF | 2-5 | 3-2 | 2-2 |     |

### Grupo B2
| Club      | G | E | P | GF | GC | Pts. |
| --------- | - | - | - | -- | -- | ---- |
| Ajax      | 4 | 1 | 1 | 26 | 8  | 9    |
| Malmö FF  | 3 | 2 | 1 | 15 | 10 | 8    |
| Pirmasens | 3 | 1 | 2 | 17 | 19 | 7    |
| Zürich    | 0 | 0 | 6 | 6  | 27 | 0    |

|     | AJA | MAL | PIR | ZUR |
| --- | --- | --- | --- | --- |
| AJA |     | 1-0 | 9-1 | 9-1 |
| MAL | 1-1 |     | 4-2 | 4-1 |
| PIR | 4-2 | 3-3 |     | 5-0 |
| ZUR | 1-4 | 2-3 | 1-2 |     |

### Grupo B3
| Club                 | G | E | P | GF | GC | Pts. |
| -------------------- | - | - | - | -- | -- | ---- |
| Örgryte              | 4 | 2 | 0 | 15 | 7  | 10   |
| VVV-Venlo            | 3 | 1 | 2 | 13 | 12 | 7    |
| Borussia Neunkirchen | 2 | 0 | 4 | 12 | 15 | 4    |
| Grenchen             | 1 | 1 | 4 | 6  | 12 | 3    |

|     | ÖRG | VEN | BOR | GRE |
| --- | --- | --- | --- | --- |
| ÖRG |     | 2-1 | 3-1 | 2-2 |
| VEN | 2-2 |     | 3-2 | 1-0 |
| BOR | 1-3 | 5-3 |     | 2-0 |
| GRE | 0-3 | 1-3 | 3-1 |     |

### Grupo B4
| Club             | G | E | P | GF | GC | Pts. |
| ---------------- | - | - | - | -- | -- | ---- |
| Sparta Rotterdam | 5 | 0 | 1 | 23 | 12 | 10   |
| Elfsborg         | 4 | 0 | 2 | 21 | 17 | 8    |
| Tasmania Berlin  | 1 | 1 | 4 | 11 | 16 | 3    |
| Basel            | 1 | 1 | 4 | 9  | 19 | 3    |

|     | SPA | ELS | TAS | BAS |
| --- | --- | --- | --- | --- |
| SPA |     | 4-3 | 4-1 | 5-2 |
| ELF | 2-5 |     | 5-2 | 2-1 |
| TAS | 4-1 | 2-3 |     | 1-2 |
| BAS | 0-4 | 3-6 | 1-1 |     |

## Fase final
|  |                        |          |           |                      |   |  |  |          |   |  |
|  | SK Slovan Bratislava   | 6        |           |                      |   |  |  |          |   |  |
|  | SK Slovan Bratislava   | 6        |           |                      |   |  |  |          |   |  |
|  | Sparta Rotterdam       | 1        |           |                      |   |  |  |          |   |  |
|  | Sparta Rotterdam       | 1        |           | SK Slovan Bratislava | 1 |  |  |          |   |  |
|  |                        |          |           | SK Slovan Bratislava | 1 |  |  |          |   |  |
|  |                        |          | AFC Ajax  | 5                    |   |  |  |          |   |  |
|  | AFC Ajax               | 4 (t.e.) | AFC Ajax  | 5                    |   |  |  |          |   |  |
|  | AFC Ajax               | 4 (t.e.) |           |                      |   |  |  |          |   |  |
|  | First Vienna           | 3        |           |                      |   |  |  |          |   |  |
|  | First Vienna           | 3        |           |                      |   |  |  | AFC Ajax | 4 |  |
|  |                        |          |           |                      |   |  |  | AFC Ajax | 4 |  |
|  |                        |          | Feyenoord | 2                    |   |  |  |          |   |  |
|  | Örgryte IS             | 2        | Feyenoord | 2                    |   |  |  |          |   |  |
|  | Örgryte IS             | 2        |           |                      |   |  |  |          |   |  |
|  | FC Baník Ostrava       | 3        |           |                      |   |  |  |          |   |  |
|  | FC Baník Ostrava       | 3        |           | FC Baník Ostrava     | 0 |  |  |          |   |  |
|  |                        |          |           | FC Baník Ostrava     | 0 |  |  |          |   |  |
|  |                        |          | Feyenoord | 1                    |   |  |  |          |   |  |
|  | Feyenoord              | 3        | Feyenoord | 1                    |   |  |  |          |   |  |
|  | Feyenoord              | 3        |           |                      |   |  |  |          |   |  |
|  | Spartak Hradec Králové | 1        |           |                      |   |  |  |          |   |  |
|  | Spartak Hradec Králové | 1        |           |                      |   |  |  |          |   |  |
|  |                        |          |           |                      |   |  |  |          |   |  |

### Cuartos de final
| Equipo 1          | Resultado | Equipo 2               |
| ----------------- | --------- | ---------------------- |
| Slovan Bratislava | 6–1       | Sparta Rotterdam       |
| Örgryte           | 2–3       | Baník Ostrava          |
| Ajax              | 4–3       | First Vienna           |
| Feyenoord         | 3–1       | Spartak Hradec Králové |

| 14-9-1962 | Slovan Bratislava                                                | 6-1 | Sparta Rotterdam | Tehelné pole, Bratislava                                     |                                                              |
|           | Moravcik 19', 75' · Balazik 35', 71' · Molnár 37' · Popluhár 69' |     | Daniëls 47'      | Asistencia: 20,000 espectadores Árbitro(s): Eduard Babauczek | Asistencia: 20,000 espectadores Árbitro(s): Eduard Babauczek |

| 27-9-1961 | Ajax                                 | 4–3 (t. s.) | First Vienna        | Olympic Stadium, Amsterdam                                    |                                                               |
|           | H. Groot 12', 115' · Keizer 26', 46' |             | Buzek 43', 62', 81' | Asistencia: 25,000 espectadores Árbitro(s): Gunther Ternieden | Asistencia: 25,000 espectadores Árbitro(s): Gunther Ternieden |

| 25-10-1961 | Örgryte                        | 2-3 | Baník Ostrava                      | Nya Ullevi, Gothenburg                                     |                                                            |
|            | Andersson 16' · Wetterlind 21' |     | Siry 7' · Wiecek 60' · Stanczo 80' | Asistencia: 2,144 espectadores Árbitro(s): Werner Bergmann | Asistencia: 2,144 espectadores Árbitro(s): Werner Bergmann |

| 22-11-1961 | Feyenoord                           | 3-1 | Spartak Hradec Králové | De Kuip, Rotterdam                                           |                                                              |
|            | Bennaars 56' · Kreijermaat 69', 90' |     | Tauchen 48'            | Asistencia: 30,000 espectadores Árbitro(s): Kurt Tschenscher | Asistencia: 30,000 espectadores Árbitro(s): Kurt Tschenscher |

### Semifinales
| Equipo 1  | Resultado | Equipo 2          |
| --------- | --------- | ----------------- |
| Ajax      | 5–1       | Slovan Bratislava |
| Feyenoord | 1–0       | Baník Ostrava     |

| 8-3-1962 | Ajax                                    | 5-1 | Slovan Bratislava | Olympic Stadium, Amsterdam                                |                                                           |
|          | Prins 45', 71', 82' · Feldmann 72', 88' |     | Venglos 15'       | Asistencia: 9,551 espectadores Árbitro(s): Johannes Malka | Asistencia: 9,551 espectadores Árbitro(s): Johannes Malka |

| 8-3-1962 | Feyenoord       | 1-0 | Baník Ostrava | De Kuip, Rotterdam                                         |                                                            |
|          | Bouwmeester 89' |     |               | Asistencia: 32,575 espectadores Árbitro(s): Erik Johansson | Asistencia: 32,575 espectadores Árbitro(s): Erik Johansson |

### Final
| 26-4-1962 | Ajax                                  | 4-2 | Feyenoord                          | Olympic Stadium, Amsterdam                               |                                                          |
|           | C. Groot 10' · H. Groot 26', 62', 90' |     | Bouwmeester 11' · van der Gijp 43' | Asistencia: 40,260 espectadores Árbitro(s): Joop Martens | Asistencia: 40,260 espectadores Árbitro(s): Joop Martens |

## Campeón
|                              |
| Bandera de los Países Bajos  |
| Campeón AFC Ajax 1.er título |